# 구제고등학교

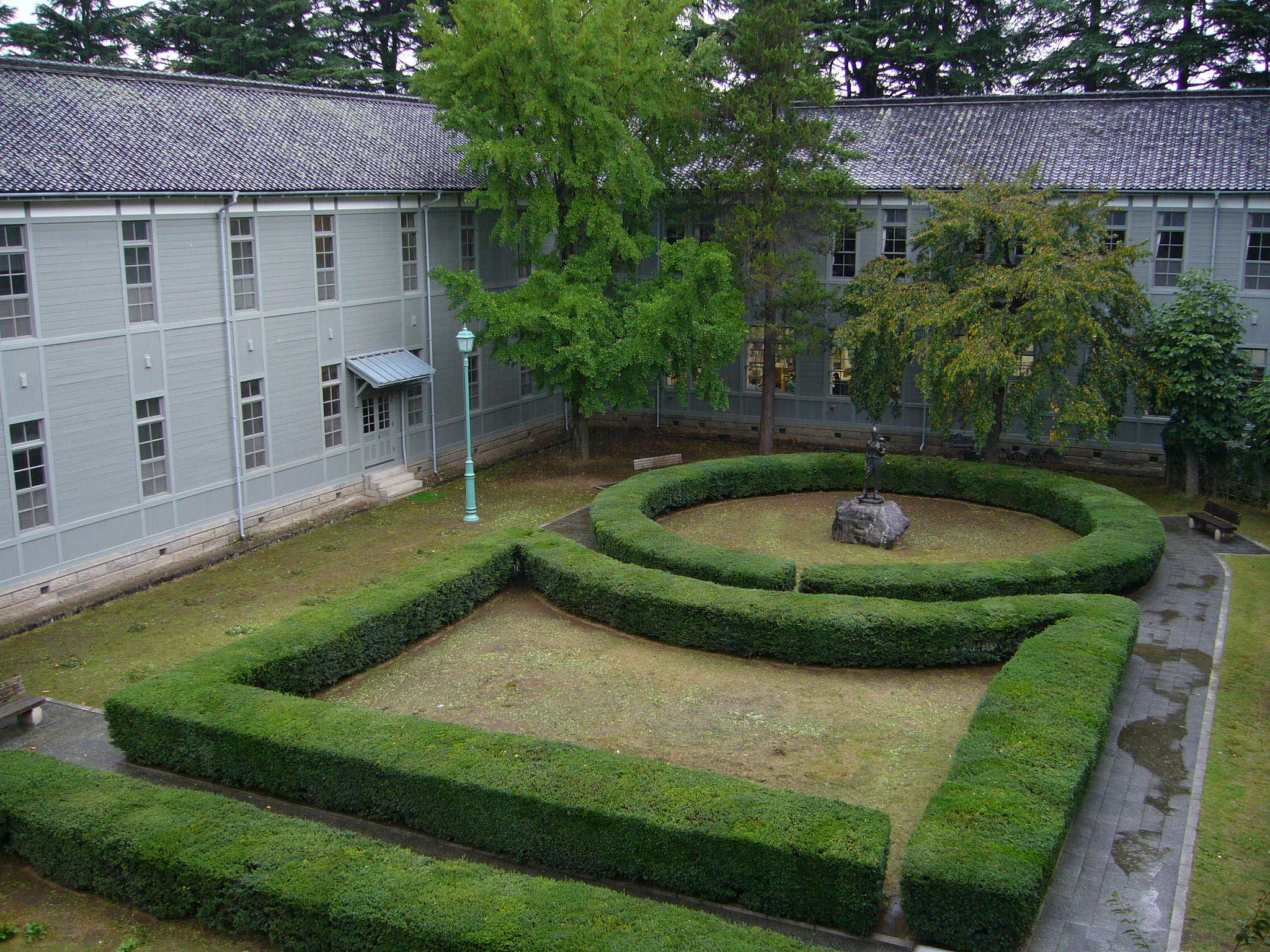
구제 마쓰모토(松本)고등학교

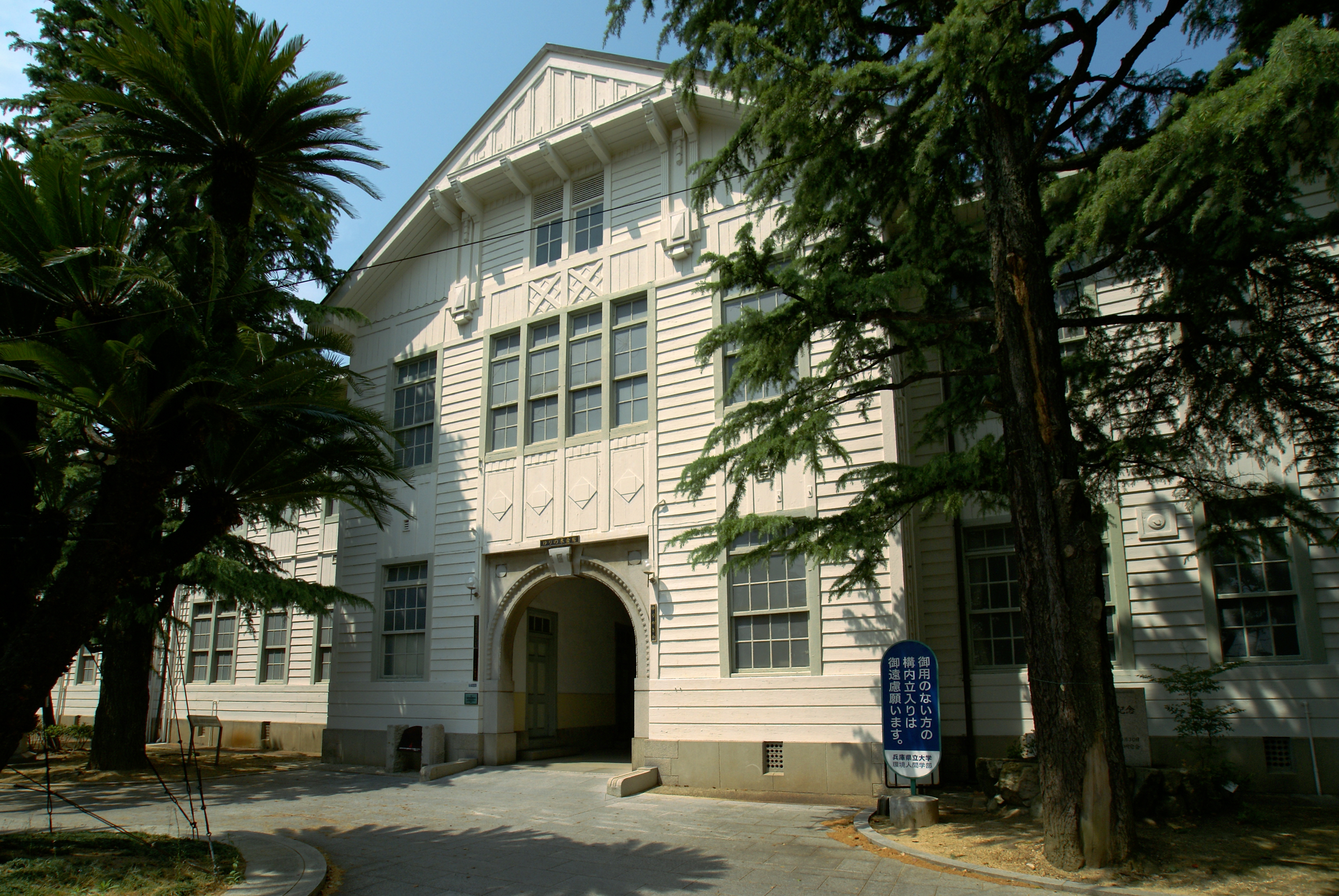
구제 히메지(姫路)고등학교

일본의 구제고등학교(舊制高等學校, 일본어: 旧制高等学校)는 일본에서, 고등학교령(高等學校令, 1894년 및 ~1918년)에 의해 세워져 1950년까지 존재했던 일본의 교육기관이다. 1948년 당시 일본에는 39개가 있었는데, 1950년에 신제(新制)의 6-3-3-4 교육제도가 시행되면서, 구제 고등학교는 각 대학으로 흡수되어 폐지되었다.
모든 구제 고등학교는 남학교였다. 여학생의 입학이 허가된 것은 1947년이었다.

## 개요
교육 내용은 오늘날 대학 1~2 학년에 대한 교양과정에 상당했다. 그러나, 당시 학생의 기풍(氣風)과 지위를 고려하면, 고등 교육이 대중화된 현대에 있어 이런 기관은 존재하지 못한다고 할 수 있다. 또한 당시의 구제(舊制) 고등학교는 고등 교육기관으로, 일종의 대학 예과(大學豫科)에 해당하는 반면, 오늘날 한국이나 일본에서의 '고등학교'는 중등 교육기관이다 (구제중학교 참조).
1886년에 '중학교령'으로 설립된 제1에서 제5, 야마구치(山口), 가고시마(鹿兒島) 등 7개의 관립 고등중학교 중, 가고시마를 제외한 6개 학교를 1894년에 '고등학교'로 개조하면서 시작되었다. 제국대학의 예비 교육을 행하는 고등중학교 '본과'를 고등학교 '대학예과'로 명칭을 고치고, 2년제에서 1년을 연장하여 3년제였다. 전문학부는 3년제에서 4년제(의학과만은 그대로 4년제)가 되었다. 후에, 학부는 순차적으로 폐지(제국대학으로 승격) 내지는 전문학교로 분리되어, 제국대학의 예비 교육을 실시하는 대학예과로 되었다. 1918년의 '고등학교령' 개정에 따라 고등학교가 각지에서 증설되고, 7년제 고등학교가 출현해 대학예과는 고등과로 개칭되었다.

## 기본적 성격
당초, 1894년의 '고등학교령'에서는 전문학과 교육을 실시하는 기관으로 정의되었고, '다만 제국대학 입학을 위한 예과 교육을 할 수 있다'고 규정했다. 전문학과는 영국, 미국의 칼리지(College)을 모델로, 전문 교육을 부여하는 것을 주요 목적으로 하여 "지방의 최고학부(最高學府)"(지방대학)로 역할이 기대되었다.
그러나 각 고등학교에 있던 전문학과는, 교토(京都)의 제삼고등학교의 전문학과가 1897년 교토 제국대학으로 분리된 것을 필두로 하여, 고등학교는 차츰 제국대학의 예비 교육만을 실시하는 고등 교육 기관이 되었다. 당초 구제 고등학교 전문학부가 지방의 고등전문 교육기관으로서 기대되었던 역할은 후에, 각지에서 증설되는 제국대학과 구제 전문학교가 담당하게 되었다. 1918년에 개정된 '고등학교령'에서는 "남자의 국가도덕을 충실히 하여 고등보통 교육을 완성"하는 것을 목표로 했다. 또한, 공립, 사립고등학교 설립이 인정되어, 2차 세계 대전 종결 이후까지 발전을 거듭했다.
구제 고등학교의 정수(精髓)는 제국대학에 진학을 보장하는 제도였다. 구제 중학교와는 달리, 구제 고등학교는 입학 정원(定員)을 거의 늘리지 않았기 때문에, 1학년의 정원과 제국대학의 정원은 전전(戰前) 기간을 통해 약 1대 1이었기 때문에, 일단 고등학교를 졸업하면 전공에 구애되지 않는 한 어딘가 제국대학에 무시험으로 입학할 수 있었다(단, 의학부처럼 입학 시험을 치르는 곳도 있었다). 이러한 "신분 보장"이 있었기 때문에, 공부는 적당히 한 채 학생 생활을 구가하는 학생도 있었다. 그러나 같은 학년에서 3년간 유급되면 퇴학(放校)되기 때문에, "의도적으로" 고등과 3년 동안 각각 1번씩 유급해 6년간 학생 생활을 했던 사람도 있었다고 한다.
전전(戰前)의 일본에 있어서, 치열한 입시 경쟁은 대학 입시가 아니라 고등학교 입시에 있었다. 가와바타 야스나리(川端康成)의 《이즈의 무희》에 등장하는 일고생(一高生)을 묘사한 것처럼, 구제 고등학교에 입학하면 사회적으로 엘리트로 간주되었다.
구제 고등학교와 유사한 제도로 대학에 포함된 대학 예과가 있었는데, 이는 특정 대학에 대한 진학을 전제로 하는 등, 구제 고등학교와는 차이가 있고, 다른 기관이다.

## 역사

### 발족
유래는 일본 문부성(文部省)이 동경(東京)에 만든 동경대학예비문(東京大學予備門)이었는데, 최초에 동경대학(東京大學)의 교원(敎員)은 "대신보다 높은" 봉급에 고용된 서양의 외국인들이 차지하고, 교육 과정은 유럽의 대학을 본떴으며, 교과서, 수업, 노트, 답안은 모두 외국어로 되어 있었기 때문에, 대학 교육을 받기 위해서는 먼저 영어와 독일어 등 높은 어학 능력이 필수적이었고, 이것을 익히는 예비 교육 기관으로 만들어진 것이 대학 예비문이었다.
1881년 정변으로 오쿠마 시게노부(大隈重信)를 실각시키고 실권을 잡은 이토 히로부미(伊藤博文) 등은 관료기구를 정비하기 위해 동경에 있는 관립 여러 학교를 동경대학에 모두 통합시키고 유일한 종합대학인 "제국대학"을 만들어 관료, 학자를 양성하는 학교로 했다. 동경대학이 "제국대학"이 되자, 그 예비 교육 기관은 전국 5학군에 각각 5개 학교를 두었고, 동경대학 예비문은 제1학군(관동 지역과 그 주변 지역)의 제1고등중학교가 되어, 그 후 '고등학교령'에 의해 제일고등학교(第一高等學校)가 되었다.

### 유치경쟁
구제 고등학교 중에서도, 명치(明治:메이지) 시대에 세워진 제일(第一)~제팔(第八)고등학교는 일찍부터 정재계에 졸업생을 배출해, 후발 학교들보다 우위에 서 있었기 때문에, 특히 "넘버 스쿨"이라 했다.
제9고등학교 설립을 둘러싸고 니가타(新潟)와 마쓰모토(松本)의 사이에 치열한 유치 전쟁이 일어나, 결국 숫자 대신 '니가타 고등학교' 및 '마쓰모토 고등학교'라고 지명을 따서 학교 이름을 지었다. 그 이후로는 숫자 대신 지명을 따서 학교 이름을 지었는데, 이들을 "넘버 스쿨"과 구별하는 의미로, "지명교(地名校)" 혹은 "네임 스쿨"이라고도 불렀다.
구제 고등학교는 전통의 장단(長短)은 있었지만, 관립/사립을 불문하고 어느 학교든지 그 지역의 엘리트 학교로서, 학교 간 차이는 적었다.

### 고등교육령 개정
1918년(大正 7년) 발표되어 그 이듬해 시행된 '개정 고등교육령'은 고등학교의 성격을 「고등학교는 고등보통교육을 하는 곳이다(高等學校ハ高等普通教育ヲ授クル所トス)」라고 규정했다. 그리하여 그 구성은 고등과(高等科) 3년・심상과(尋常科: 보통과) 4년의 7년제를 기본으로 하되, 예외적으로 고등과만을 두는 학교도 인정했다. 또한 이 이후로 사립 고등학교의 설치도 가능해졌다.

### 종언
일본이 제 2차 세계대전에서 패전한 이후, 미국의 정책에 의해 여학생의 입학을 허가하는 구제 고등학교가 나타났다.
1950년 시행된 학제(學制) 개혁으로, 구제 고등학교 대부분은 대학교로, 나머지는 고등학교로 흡수되어 사라졌다.

## 학교 생활

### 입시
1928년부터 학교별로 입시를 치렀다.

### 반 편성
문과(文科)와 이과(理科)로 나뉘는데, 이수하는 제1외국어에 따라 文科甲類(영어), 文科乙類(독일어), 文科丙類(프랑스어), 理科甲類(영어), 理科乙類(독일어), 理科丙類(프랑스어)로 세분되었다. 이과 을류는 의학, 약학부 및 농학부로 진학하는 것으로 되어 있었다. 그러나 프랑스어를 제1외국어로 하는 類를 둔 학교는 제일(第一), 제삼(第三), 오사카(大阪), 우라와(浦和), 후쿠오카(福岡), 동경(東京), 시즈오카(靜岡) 등 소수였고, 그 중에서도 '이과 병류'를 둔 것은, 오사카와 동경고등학교뿐이었다.

## 복장
당시 일본 구제 고등학교 학생들의 전형적인 복장은 백선모(白線帽)에 망토, 나막신이었다. 모자의 백선은 두 줄 아니면 세 줄이었으나, 사립 고등학교 중에서는 모자에 백선이 없는 학교도 있었다.

### 기타
1925년부터 학생들은 최소 1주일에 1시간 이상 군사훈련을 받아야 했다. 담당 장교의 계급은 중좌(중령), 대좌(대령)급으로, 교장 다음가는 지위였다.

## 목록

### 3년제 넘버 스쿨
- 제일고등학교(第一高等學校) - 동경(東京) → 도쿄 대학 (東京大學)
- 제이고등학교(第二高等學校) - 센다이(仙台) → 도호쿠 대학 (東北大學)
- 제삼고등학교(第三高等學校) - 교토(京都) → 교토 대학 (京都大學)
- 제사고등학교(第四高等學校) - 가나자와(金澤) → 가나자와 대학 (金澤大學)
- 제오고등학교(第五高等學校) - 구마모토(熊本) → 구마모토 대학 (熊本大學)
- 제육고등학교(第六高等學校) - 오카야마(岡山), 1900년 설립 → 오카야마 대학 (岡山大學)
- 제칠고등학교 조사관(第七高等學校 造士館) - 가고시마(鹿兒島), 1901년 설립 → 가고시마 대학 (鹿兒島大學)
- 제팔고등학교(第八高等學校) - 나고야(名古屋), 1908년 설립 → 나고야 대학 (名古屋大學)

### 3년제 네임 스쿨
- 1919년 설립

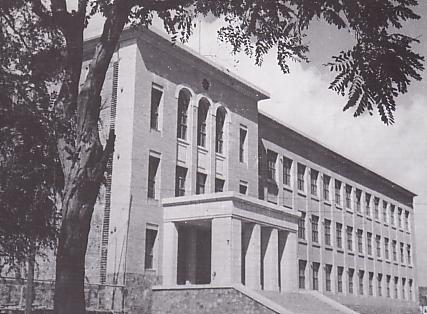
1940년 관동주(關東州) 여순(旅順)에 설립된 여순고등학교(旅順高等學校).

  - 야마구치 고등학교(山口高等學校) - 1886년~1905년, 1919년 재설립 → 야마구치 대학 (山口大學)
  - 니가타 고등학교(新潟高等學校) → 니가타 대학 (新潟大學)
  - 마쓰모토 고등학교(松本高等學校) → 신슈 대학 (信州大學)
  - 마쓰야마 고등학교(松山高等學校) → 에히메 대학 (愛媛大學)
- 1920년 설립
  - 미토 고등학교(水戶高等學校) → 이바라키 대학 (茨城大學)
  - 야마가타 고등학교(山形高等學校) → 야마가타 대학 (山形大學)
  - 사가 고등학교(佐賀高等學校) → 사가 대학 (佐賀大學)
  - 히로사키 고등학교(弘前高等學校) → 히로사키 대학 (弘前大學)
  - 마쓰에 고등학교(松江高等學校) → 시마네 대학 (島根大學)
- 1921년 설립
  - 오사카 고등학교(大阪高等學校) → 오사카 대학 (大阪大學)
  - 우라와 고등학교(浦和高等學校) → 사이타마 대학 (埼玉大學)
  - 후쿠오카 고등학교(福岡高等學校) → 규슈 대학 (九州大學)
- 1922년 설립
  - 시즈오카 고등학교(靜岡高等學校) → 시즈오카 대학 (靜岡大學)
  - 고치 고등학교(高知高等學校) → 고치 대학 (高知大學)
- 1923년 설립
  - 히메지 고등학교(姫路高等學校) → 고베 대학 (神戶大學)
  - 히로시마 고등학교(廣島高等學校) → 히로시마 대학 (廣島大學)
- 1940년 설립
  - 여순고등학교(旅順高等學校 - 관동주 여순)
- 1943년 설립
  - 도야마 고등학교(富山高等學校) - 1923년에 7년제 공립으로 성립. → 도야마 대학 (富山大學)
- 1947년 설립
  - 나가사키 고등학교(長崎高等學校) → 나가사키 대학 (長崎大學)
  - 도쿠시마 고등학교(德島高等學校) → 도쿠시마 대학 (德島大學)
  - 야마나시 고등학교(山梨高等學校)
  - 후쿠오카(縣) 고등학교
  - 아키타 고등학교(秋田高等學校)
  - 동양고등학교(東洋高等學校) → 도요쿠엔 대학 (東洋學園大學)
  - 일본고등학교(日本高等學校) → 가나가와 치과대학 (神奈川歯科大學)

### 7년제 고등학교
실질적으로는 중등 및 고등 교육기관을 겸했다.
- 동경고등학교 (東京高等學校 : 관립, 1921년 설립) → 도쿄 대학
- 대만총독부 대북고등학교 (臺灣總督府 臺北高等學校 : 관립, 1922년 설립) → 국립 타이완 사범대학 (國立臺灣師範大學)
- 오사카 부립 나니와 고등학교 (大阪府立 浪速高等學校 : 공립, 1926년 설립) → 오사카 대학
- 부립고등학교 (府立高等學校, 東京 : 공립, 1929년 설립) → 도쿄 도립 대학 → 수도대학 도쿄 (首都大學東京)
- 무사시 고등학교 (武蔵高等學校 : 사립, 1922년 설립) → 무사시 대학 (武蔵大學)
- 고난 고등학교 (甲南高等學校 : 사립, 1923년 설립) → 고난 대학 (甲南大學)
- 세이케이 고등학교 (成蹊高等學校 : 사립, 1925년 설립) → 세이케이 대학 (成蹊大學)
- 세이조 고등학교 (成城高等學校 : 사립, 1926년 설립) → 세이조 대학 (成城大學)

## 같이 보기
- 구제중학교
- 구제전문학교
- 구제대학